# ТМ-56
ТМ-56 — протитанкова, протигусенична міна. Призначена для виведення з ладу гусеничної та колісної техніки противника. 
Враження машинам противника наноситься руйнуванням її ходової частини при вибуху заряду міни в момент наїзду колеса (катка) на верхню частину міни (не менше ніж на 1/3 площі поверхні).

## Тактико-технічні характеристики міни ТМ-56[2]
| Характеристика                      | Значення             |
| ----------------------------------- | -------------------- |
| Тип міни                            | протигусеничний      |
| Корпус                              | сталевий             |
| Вага                                | 10.5 кг              |
| Вибухова речовина                   | Тротил               |
| Вага вибухової речовини             | 7 кг                 |
| Діаметр                             | 320 мм               |
| Висота                              | 110 мм               |
| Діаметр натискного щитка            | 250 мм               |
| Чутливість МВ-56                    | 200-500 кг           |
| Зусилля зламу шийки МВ-56           | 60-180 кг            |
| Температурний діапазон застосування | від -60 °C до +60 °C |